# والدو بي. جونسون
والدو بي. جونسون هو قاضي ومحامي وسياسي أمريكي، ولد في 16 سبتمبر 1817 في بريدجبورت في الولايات المتحدة، وتوفي في 14 أغسطس 1885 في أوسيولا (ميزوري) في الولايات المتحدة. نشط حزبياً في الحزب الديمقراطي. وقد انتخب عضو مجلس الشيوخ الأمريكي ‏ عن دائرة مقعد ميزوري من الدرجة الثالثة ‏ وقد انضم خلال فترته النيابية ‏ (17 مارس 1861 – 10 يناير 1862) للكتلة البرلمانية الحزب الديمقراطي.